# Aeroporto de Teófilo Otoni
O Aeroporto de Teófilo Otoni, cujo nome oficial é Aeroporto Kemil Kumaira, (IATA: TFL, ICAO: SNTO), é um aeroporto da cidade mineira de Teófilo Otoni. Tem pista com 1190 metros de comprimento e 23 metros de largura e localiza-se na Av. Nicolaas Timo Galama, Vila Barreiros, zona sul da cidade. Sua elevação é de 479 metros. A pista é de asfalto, e as cabeceiras são 11 e 29.
O aeroporto passou a receber voos regulares em 12 de dezembro de 2022, ligando Teófilo Otoni ao Aeroporto Internacional de Confins . 